# Kahyalar, Gazipaşa
Kahyalar là một thị trấn thuộc huyện Gazipaşa, tỉnh Antalya, Thổ Nhĩ Kỳ. Dân số thời điểm năm 2011 là 3.153 người.